# Shut You Out
"Shut You Out" är en låt av det svenska punkrockbandet Millencolin. Den finns med på deras sjätte studioalbum Kingwood, men utgavs också som singel den 24 oktober 2005. Singeln innehåller även låten "Ratboy's Masterplan".

## Låtlista
1. "Ray"
2. "Ratboy's Masterplan"

## Listplaceringar
| Lista (2005) | Topplacering |
| ------------ | ------------ |
| Sverige      | 21           |